# Mongol Suudan
A Mongol Suudan (oroszul: Монгол Шуудан, kiejtése: mongol sudán, jelentése: mongol posta) egy 1989-ben alakult orosz rockegyüttes. A név mongol postabélyegek feliratából származik (Mongol Posta, mongolul: Mongol Súdan). 
Mint számos punkegyüttesnek, ennek a zenekarnak is a lázadás, az anarchia és a kormányellenesség voltak a fő témái. Természetesen a rendszer nem nézte jó szemmel működésüket, ennek ellenére hazájukban kultikus együttesnek számítanak. 
Első koncertjüket 1990. április 1-jén rendezték meg. Pályafutásuk alatt, 2012-ig 19 lemezt jelentettek meg. Ezekbe beleszámítanak a koncert- és a válogatáslemezek is.

## Tagok
- Valerij Szkorogyed (ének),
- Vagyim Kotyelnyikov (gitár),
- Vjacseszlav Jadrikov (basszusgitár),
- Alekszej Bikov (dob)
- Eduard Tyenorov (billentyű).